# Rio Ob
O rio Ob (em russo:  Обь), é um dos principais rios da Sibéria ocidental, na Rússia, e o quarto mais longo do país.
O Ob é conhecido pelo povo Khanty como Yag, Kolta e Yema, pelos Nenets como Kolta ou Kuay e pelos Tártaros Siberianos como Omar ou Umar. 

## Geografia
O rio Ob nasce cerca de doze quilômetros a sudoeste de Biysk no Krai de Altai, pela confluência dos rios Biya e Katun. Ambos estes rios têm a sua origem nas montanhas Altai, o primeiro no lago Teletskoye, e o último, que tem 130 km de comprimento, nascendo a partir de um glaciar no monte Belukha. O Ob ziguezagueia para oeste e para norte até alcançar 55° N, onde se curva ao noroeste, e outra vez a norte, terminando finalmente no golfo de Ob, uma grande baía do mar de Kara, no oceano Ártico. 
O rio divide-se em dois, especialmente após se ter junto ao grande rio Irtysh em 69° E, que nasce já em território da China. O Irtysh é realmente mais longo do que Ob. Da nascente do Irtysh à foz do Ob, o fluxo do rio Ob-Irtysh é o mais longo da Rússia com 5410 km. Outros rio afluentes dignos de registo são: do leste, Tom, Rio Chulym, Ket, Tym e Vakh; e, do oeste e sul, Vasyugan, Irtysh (com o Ishim, Tobol), e o Sosva. 
As águas navegáveis na sua bacia hidrográfica alcançam um comprimento total de 14 300 quilômetros. O sistema combinado do Ob-Irtysh - o segundo mais longo sistema fluvial da Ásia - tem aproximadamente 5410 km (aproximadamente 3362 milhas) de comprimento. O maior porto fluvial é o do Irtysh em Omsk, com uma ligação ao Eixo Ferroviário Transiberiano.
No final do século XX, o Ob-Ienissei, que utiliza o rio Ket, com 862 quilômetros de comprimento, foi construído para ligar o Ob com o rio Ienissei, mas foi abandonado por não ser competitivo com o caminho-de-ferro. 
A bacia do rio Ob é composta na maior parte por estepes, taiga, tundra e semideserto. As planícies aluviais do Ob são caracterizadas por muitos alfuentes e lagos.
O Ob é gelado a sul de Barnaul de novembro a abril, e a norte de Salekhard, do fim de outubro ao início de junho. 
Perto de Novosibirsk há uma represa construída em 1956. Esta represa criou o maior lago artificial da Sibéria, o reservatório de Novosibirsk. 
O rio é usado para a irrigação, energia hidroeléctrica e pesca, e conta com mais de 50 espécies de peixes.

## Cidades nas margens do Ob
As principais cidades ao longo do rio são as seguintes:
- Barnaul
- Novosibirsk
- Kolpashevo
- Nizhnevartovsk
- Surgut
- Salekhard

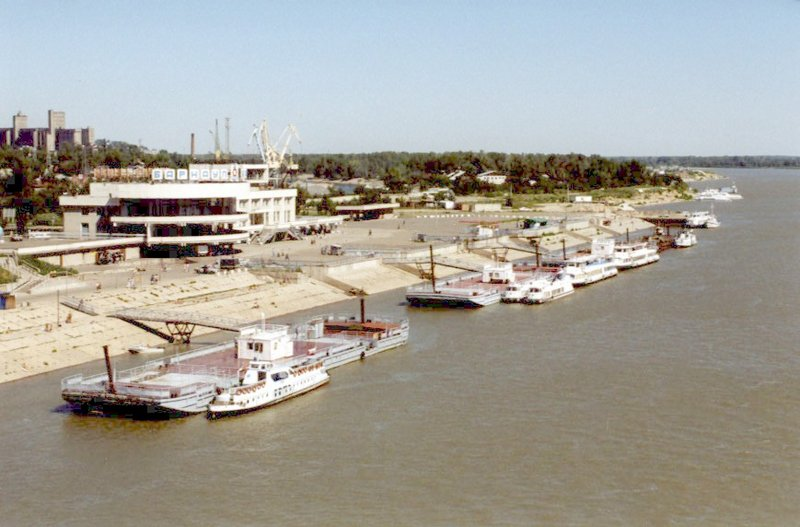
O rio Ob em Barnaul
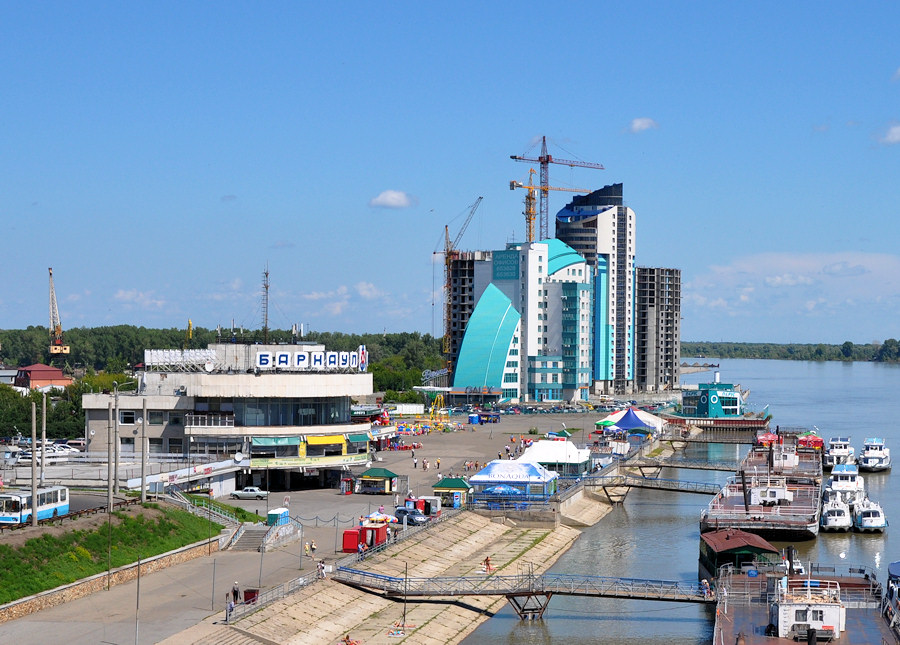
O rio Ob em Barnaul
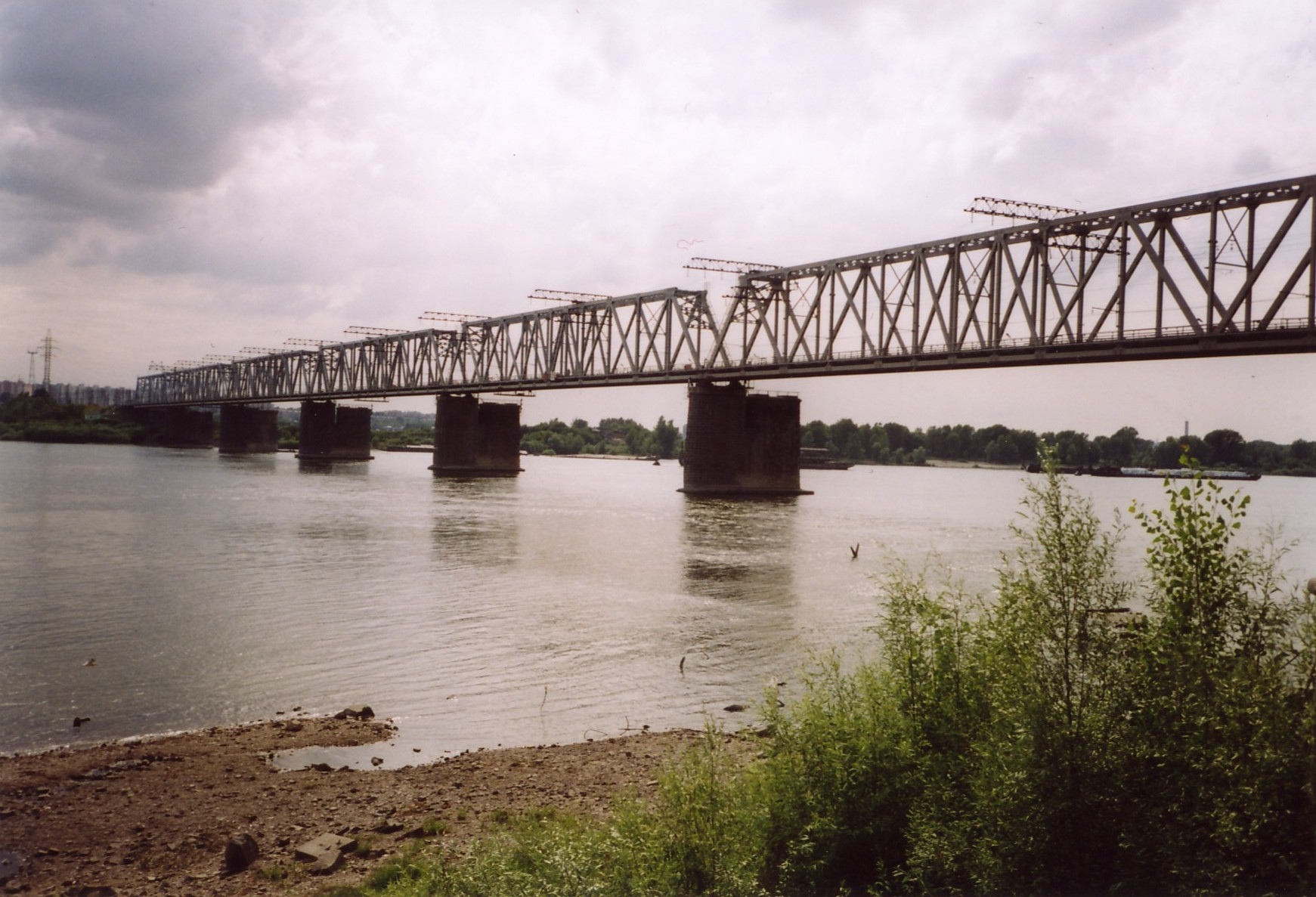
Ponte sobre o rio Ob em Novosibirsk
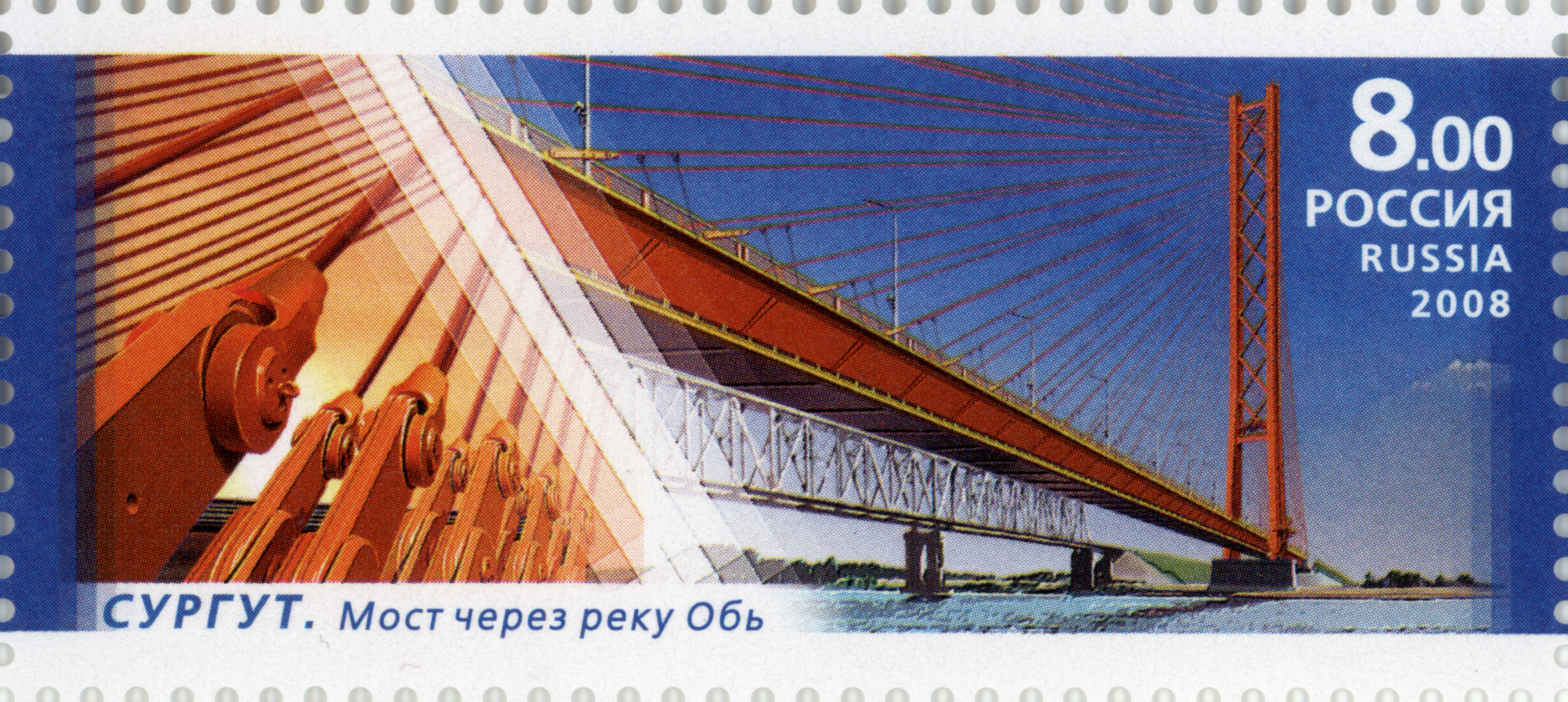
Ponte Surgut